# Liên đoàn bóng đá Ethiopia
Liên đoàn bóng đá Ethiopia (tiếng Amhara: የኢትዮጵያ እግር ኳስ ፌዴሬሽን) là tổ chức quản lý, điều hành các hoạt động bóng đá ở Ethiopia. Liên đoàn quản lý đội tuyển bóng đá quốc gia Ethiopia, tổ chức các giải bóng đá như vô địch quốc gia và cúp quốc gia. Liên đoàn bóng đá Ethiopia gia nhập FIFA năm 1953 và CAF năm 1957.